# Kochaj i tańcz
Love and Dance (Kochaj i tańcz) è un film del 2009 diretto da Bruce Parramore.

## Trama
Hania è una giornalista principiante che sta per sposare il suo bizzarro fidanzato Slawek, dentista di Varsavia.
Come un fulmine a ciel sereno nella sua vita tranquilla però, ritorna in paese John Kettler, famoso coreografo nonché padre di Hania, il quale ha lasciato lei e la madre quando ancora era incinta di lei, per cercare fortuna come coreografo a New York. Hania, cercando un confronto con il padre, ottiene di seguire come giornalista un suo corso di danza, per poter scoprire la verità sull'uomo che aveva abbandonato lei e sua madre anni prima. Durante il corso Hania conosce il giovane ballerino di strada Wojtek, e grazie a lui scopre la magia della danza. La sua vita ordinata con Slawek (che dovrà sposare a breve) subisce così una totale rivoluzione.

## Produzione

### Cast
L'attrice principale, Izabella Miko, ha fatto parte del cast del film Le ragazze del Coyote Ugly.
Jacek Koman, che nel film è il coreografo padre di Hania, non è solo una star del cinema polacco: era infatti L'Argentino Narcolettico nel musical del 2001 Moulin Rouge!, noto per la scena del "El tango de Roxanne".